# Wyłczowci do Jakowci
Wyłczowci do Jakowci (bułg. Вълчовци до Яковци) – wieś w Bułgarii, w obwodzie Wielkie Tyrnowo, w gminie Elena. W 2024 roku liczyła 7 mieszkańców.